# Liste des édifices labellisés « Patrimoine du XXe siècle » de la Guyane
Cet article recense les monuments historiques protégés au titre du label « Patrimoine du XXe siècle » du département de la Guyane, en France.

## Liste
| Monument   | Commune                 | Adresse              | Coordonnées                        | Notice         | Protection | Date | Illustration               |
| ---------- | ----------------------- | -------------------- | ---------------------------------- | -------------- | ---------- | ---- | -------------------------- |
| Presbytère | Saint-Laurent-du-Maroni | 3 avenue Félix Éboué | 5° 30′ 12″ nord, 54° 01′ 41″ ouest | « PA97300017 » | Inscrit    | 2016 | Image manquante Téléverser |